# Heynella
Heynella là chi thực vật có hoa trong họ Apocynaceae.

## Các loài
- Heynella lactea Backer, 1950: Tây Java.